# 유영국 (과구후)
유영국(劉寧國, ? ~ 기원전 165년) 또는 유국(劉國)은 전한 전기의 제후로, 제도혜왕의 아들이다.

## 행적
문제 4년(기원전 175년), 과구후(瓜丘侯)에 봉해졌다.
문제 15년(기원전 165년)에 죽었고, 작위는 아들 유언이 이었다.

## 출전
- 사마천, 《사기》 권19 혜경간후자연표
- 반고, 《한서》 권15상 왕자후표 上

| 선대 (첫 봉건) | 전한의 과구후 (또는 씨병후) 기원전 175년 5월 갑인일 ~ 기원전 165년 | 후대 아들 유언 |